# Muccassassina

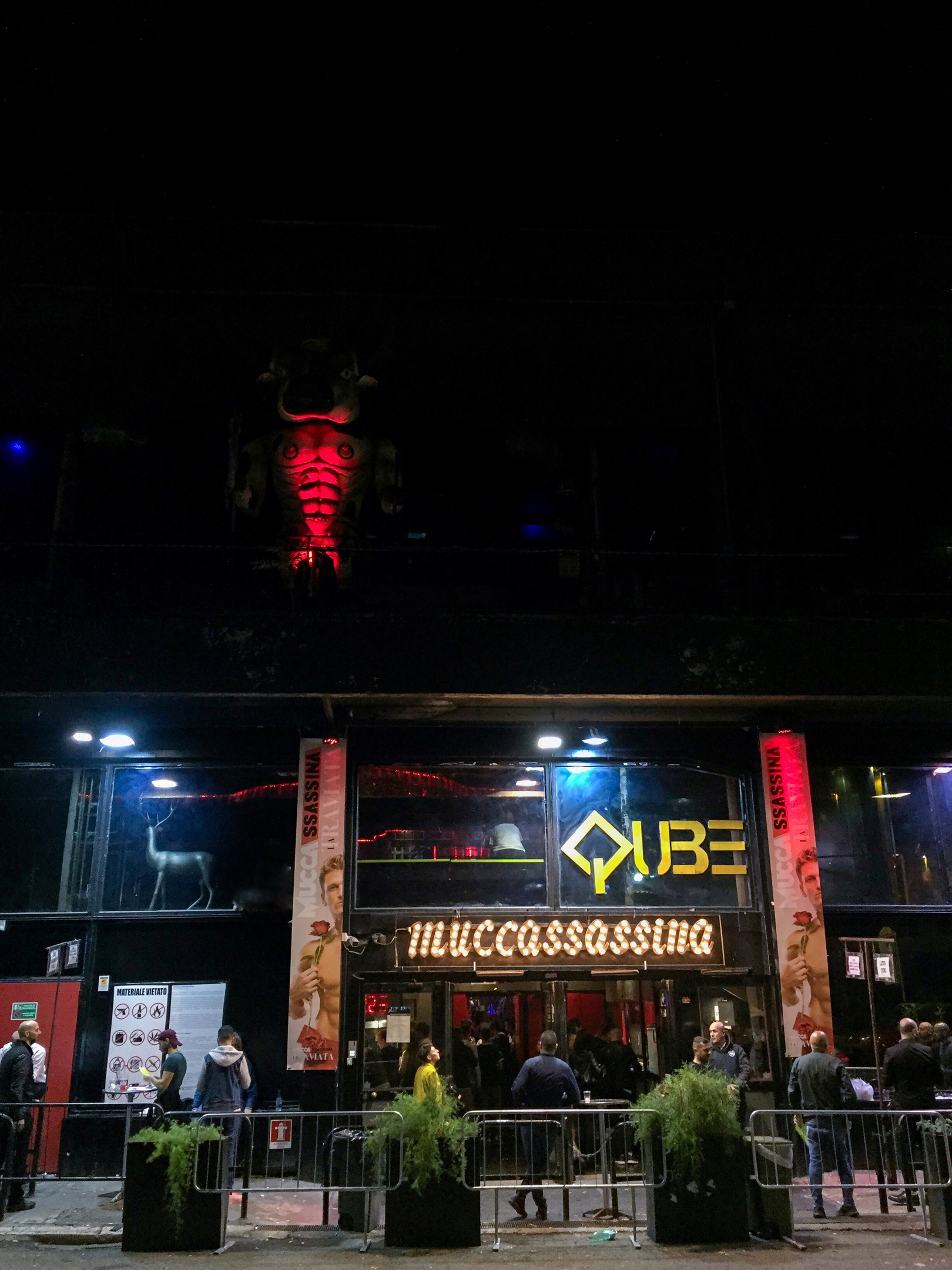
Esterno della discoteca Qube

Muccassassina è una delle serate LGBTQ+ più conosciute in Italia.
Ideata da Giorgio Gigliotti, Francesco Simonetti (killingcow DJ), Rossano Marchi e Francesco Longo come serata di autofinanziamento del Circolo di cultura omosessuale Mario Mieli nel 1991 all'ex cinema Castello di Roma, in via di Porta Castello, 44 a Roma. Oggi si tiene ogni venerdì, da metà ottobre a giugno, presso la discoteca Qube in via di Portonaccio, 212. In seguito al DPCM “Natale 2021”, la serata si è fermata, fino al 31 gennaio 2022, per poi riprendere l’11 febbraio dello stesso anno. Il 4 ottobre 2024 è iniziata la trentacinquesima stagione della serata.

## Storia
La storia di Muccassassina comincia nei primi anni novanta, per la necessità del Circolo Mario Mieli di portare avanti le proprie attività e offrire servizi gratuiti alla città. Le prime serate si svolgono all'interno dei padiglioni dell'ex Mattatoio di Testaccio a Roma, da qui l'idea del nome del party, il cui logo è una mucca che impugna una falce per vendicare le sue compagne macellate. L'animale ha un anello al naso e un orecchino a cerchio, come certe raffigurazioni stereotipate dell'Otello furioso.
Il successo di Muccassassina, nata come party privato, rivolto ad amiche e amici del Circolo, è incredibile e si cerca un luogo più adatto ad accogliere il pubblico in continua crescita. La festa si sposta quindi al locale Grigio Notte nel quartiere Trastevere e successivamente all’ex cinema Castello di via di Porta Castello, un vecchio cinema a luci rosse, nei pressi del Vaticano. Il direttore artistico del primo anno di Muccassassina, nel 1991, è Giorgio Gigliotti (che è stato inoltre il primo responsabile culturale dello stesso Circolo), a cui segue Luciano Parisi.
Nel giro di poco tempo anche lo spazio dell’ex cinema Castello si rivela insufficiente e la serata trasloca al Teatro Palladium della Garbatella. Nel 1993 la direzione artistica viene affidata a Vladimir Luxuria. L'ascesa di Muccassassina è inarrestabile e il party si sposta per qualche anno all'Alpheus, una delle discoteche più grandi di Roma, a pochi passi da via Ostiense. Infine la serata approda al Qube di via di Portonaccio, un locale dall'aspetto cubico, sviluppato su tre piani, caratterizzati da musica di generi diversi. Nel 2002, dopo nove anni a capo di Muccassassina, Vladimir Luxuria lascia il testimone al duo “FloraTora” (Andrea Giuliani in arte “Florida” e Salvatore Maccagnano). Nel 2005 la direzione artistica viene affidata a Diego Longobardi, nel 2008 a Marco Longo, i due anni successivi nuovamente a Diego Longobardi ed infine, nel 2011, ad Angelo Pellegrino, direttore artistico della serata fino al 12 settembre 2014. Dal 10 ottobre 2014, la direzione artistica torna nelle mani di Diego Longobardi.
Da metà anni novanta, Muccassassina ha partecipato al Roma Pride con un proprio carro, portando in piazza gogos e drag queen: un grande party per le strade di Roma. 

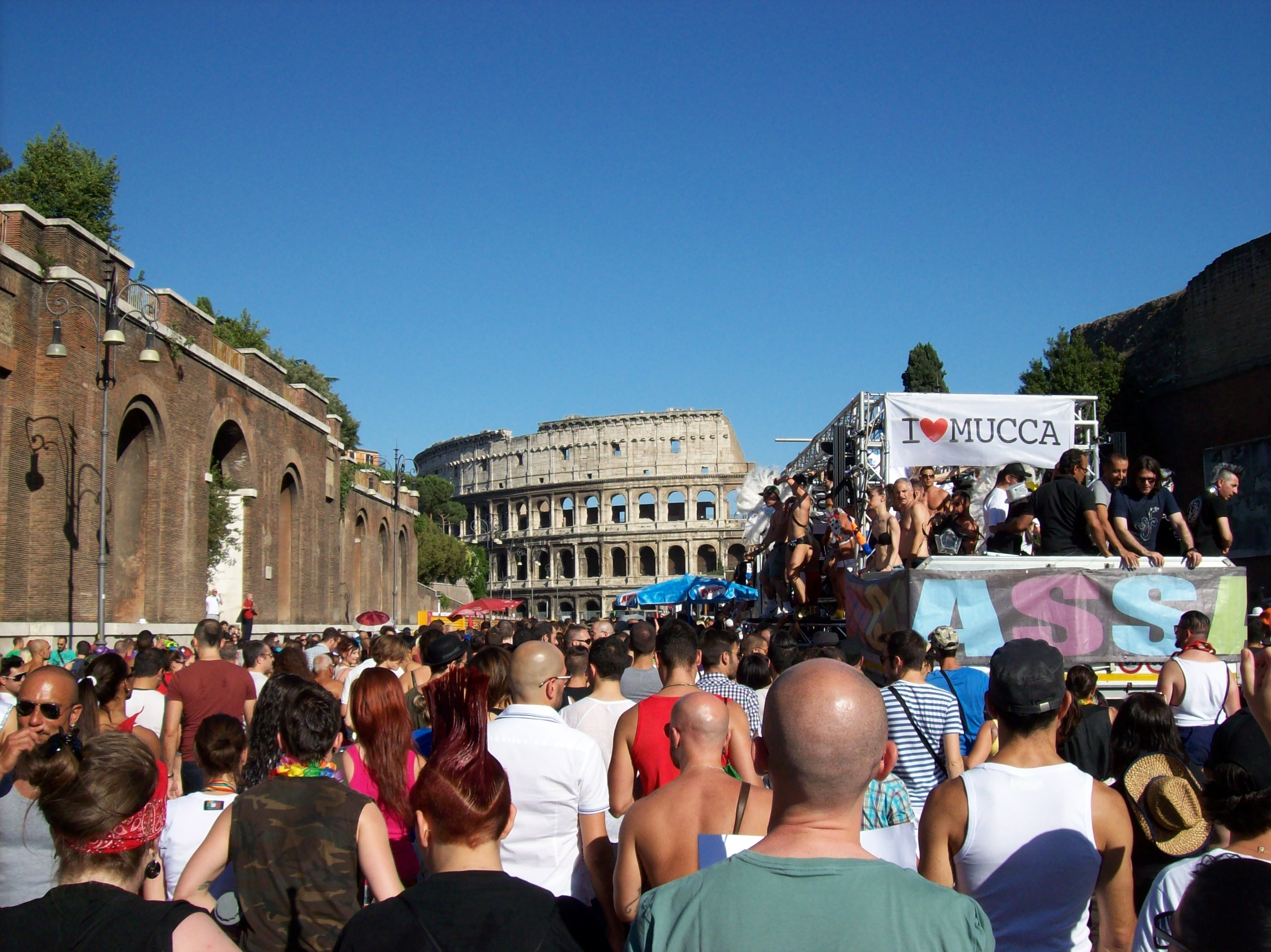
Il carro di Muccassassina al Roma Pride 2012

Nel corso degli anni non sono mancate alcune contestazioni. La notte tra il 25 e il 26 agosto 2009 la discoteca Qube, sede delle serate Muccassassina, è stata presa di mira da ignoti che hanno infranto i vetri dell'entrata e gettato del liquido infiammabile. L'intervento delle forze dell'ordine e dei pompieri, chiamati da alcuni passanti che avevano notato le fiamme, ha evitato il peggio. Ad aprile 2011 Fiamma Tricolore ha proposto una raccolta firme per far chiudere la serata, ritenuta "vergognosa". 
Nei mesi estivi, Muccassassina ha organizzato per anni serate speciali all'interno del Gay Village e presso la Festa dell'Unità. Nell'estate del 2013, dal 21 giugno al 16 agosto, la serata si è tenuta ogni venerdì presso il Roma Vintage, nei pressi delle Terme di Caracalla. Lo slogan estivo è stato "Come as you are!".
Nell'estate 2014 Muccassassina si sposta, dal 7 giugno al 18 luglio, all'interno del Roma Vintage, presso il parco dell'ex Aeroporto di Centocelle ed in seguito presso il 900 LAB a Piazza Guglielmo Marconi 32 (Eur). Lo slogan estivo è "Pieces of a dream".
Nell'estate del 2015 Muccassassina organizza solo due serate: una all'EUR presso il 900 LAB e una all'interno del Parco di divertimenti Rainbow Magicland.
A partire dal 7 febbraio 2019, il questore di Roma sospende la licenza al Qube, così, fino alla fine della stagione, Muccassassina cambia sede. Tra i locali principali che hanno ospitato la serata si ricordano: Largo Venue, l'Alibi e l'Alien.
Il 25 ottobre 2019 inizia la trentesima stagione della serata, che torna nella sua storica sede, la discoteca Qube. Il 5 marzo 2020, a seguito del primo DPCM sul Covid-19, la trentesima stagione si interrompe bruscamente. Il venerdì sera, sul canale YouTube della serata, vanno in onda, per diverse settimane, delle dirette streaming dalle case del direttore artistico e dei dj del Muccassassina.
Nell’estate del 2020 si tengono delle serate all’aperto intitolate “Dorothy Party” allo Snodo Mandrione e all’Ex Cartiera Downtown.
Nell’estate del 2021, Muccassassina organizza delle serate all’aperto al Pride Park in Via delle Terme di Traiano 4, al Molo Zero sotto al Ponte Duca D’Aosta, e vicino alla Facoltà di Architettura Valle Giulia.
Venerdì 29 ottobre 2021 comincia la trentunesima stagione di Muccassassina, presso la discoteca Qube, con capienza limitata al 50% e ingresso solo con Green Pass.
In seguito al DPCM “Natale 2021”, la serata è stata sospesa, fino al 31 gennaio 2022, e il veglione di Capodanno è stato cancellato. L’11 febbraio 2022, il party riapre i battenti, nel rispetto delle normative Covid vigenti.

## Locale
Il Qube, con i suoi 3.200 m² e la sua capienza di 6.000 persone, è la discoteca più grande di Roma. Sorge in un quartiere periferico, Casal Bertone, poco distante dalla stazione Tiburtina. Il locale vanta tre piani. Al pianterreno si trova la sala dedicata, durante le serate Muccassassina, alla musica commerciale e pop. Sempre allo stesso piano sono presenti un guardaroba, due bar, un privè, un bagno ed un giardino con un bar all'aperto, nei mesi in cui la temperatura esterna lo consente. Due rampe di scale di ferro, collocate ai lati del locale, portano ai piani superiori. Al primo livello si trova una sala con i pali per la lapdance, un bar, una sala adibita a dark room e un guardaroba. Negli ultimi anni, però, spesso è accessibile soltanto la dark room. Il secondo ed ultimo livello ospita invece dj house provenienti da tutto il mondo. La sala è caratterizzata da un'enorme sfera sospesa al centro della pista e un'ampia terrazza soppalcata, che si affaccia su tutto il piano e costituisce il privè. Durante le serate Muccassassina, nei numerosi schermi lcd e ledwall del Qube vengono mostrati i video delle canzoni remixate.

## Cast, dj e ospiti
A differenza di come avviene in molte discoteche italiane, durante la serata hanno luogo dei veri e propri spettacoli il cui tema cambia di settimana in settimana. Il primo show si tiene intorno all'1:00 al piano terra del Qube, subito dopo la sigla. Nel corso degli anni il palco di Muccassassina è stato inoltre scelto da molti artisti per la presentazione di dischi, film, spettacoli teatrali, musical, calendari, libri ma anche campagne di sensibilizzazione e battaglie politiche, per i diritti civili e di libertà. Durante la stagione 2011-2012, intorno alle due e mezza, al pianoterra si tiene un particolare spettacolo chiamatoTime Machine. Durante lo show la drag queen Alba Paillettes racconta al pubblico alcune curiosità (spesso a tematica LGBTQ) su un determinato anno e poi, insieme al resto del cast, si esibisce in una canzone di successo di quel periodo.
Questo spettacolo non è stato riproposto nella stagione successiva. Nel dicembre 2012 il cast di Muccassassina canta la canzone "Do They Know It's Christmas?" per la campagna "STOP AIDS in Africa". Nella stagione 2012-2013 i punti salienti di ogni settimana vengono sintetizzati in un breve filmato di 3 minuti visualizzabile sul canale ufficiale YouTube di Muccassassina. Sempre nella stessa stagione vengono inaugurate due serate ricorrenti: Pronto Mucca e Porca Mucca. La prima si è tenuta la domenica sera, a partire dalle 21:00, circa una volta al mese, prima al Qube e poi al Ex classico Village di Via Libetta. Per promuovere la serata sono stati realizzati diversi spot. Uno di questi è la parodia delle pubblicità Omnitel, dove Megan Gale è interpretata dalla drag La Diamond. Per Pronto Mucca sono state realizzate due sigle, una omonima sulle note di Call Me Maybe di Carly Rae Jepsen, l'altra dal titolo Mucca Style è una cover di Gangnam Style di Psy.
Questa serata non è stata riproposta nella stagione successiva. Porca Mucca, si è tenuta solitamente ogni ultimo venerdì del mese ed è stata caratterizzata da spettacoli a luci rosse che hanno avuto luogo intorno alle tre di notte, all'ultimo piano. Tra i porno attori intervenuti si ricordano David Avila, Martin Mazza, Aymeric DeVille, Aitor Crash e Carlos Caballero. Porca Mucca è stata recensita a novembre 2012 da Dagospia.

### Cast artistico (in ordine alfabetico)
- Alba Paillettes, drag queen e vocalist
- Alberto Faraci, coreografo e ballerino
- Alessio Genova, ballerino
- Angelo Cicero, coreografo e ballerino
- Angelo Pellegrino, direttore artistico
- Aura Eternal, drag queen
- Berta Bertè, drag Queen
- CaraMella, drag queen Privè sala commerciale
- Diego Longobardi, direttore artistico
- Emanuele Salci, ballerino
- Eros Vidal, performer
- Farida Kant, drag queen
- Federico Patrizi, coreografo
- Fuxia Loka, drag queen
- Hèstramin, drag queen
- Jaguro, drag queer
- KastaDiva Queen, drag queen
- La Diamond, drag queen
- La Feb Mua, drag queen
- La Karl du Pignè, drag queen
- La Montilla, drag queen
- Lady Diamante Stupenda, drag queen
- LeRiche, drag queen
- Mark & Matthew, vocalist
- Mala Riveros, drag queen
- Matteo The Best, vocalist/performer
- Max Verduchi, coreografo
- Melissa Bianchini, vocalist
- Michele Cascarano, ballerino
- Michele Videosolid Mattei, visual
- Miranda Stick, drag queen
- Mirko Mangano, ballerino
- Mirko Oliva, cantante e vocalist
- Mistyka, drag queen
- Moet Sharon, drag queen
- Nehellenia, dragqueen/vocalist
- Nicola Simionato, vocalist
- Nicole Marin, ballerina
- Obama, drag queen
- Odette Face, drag queen
- Paola Penelope, drag queen e vocalist
- Raven Idoll, drag queen
- Sarah Jane Olog, vocalist
- She Dorian Lux, drag queen
- She Dorian, drag queen
- She Male, drag queen
- She Wulva, drag queen
- Simone, vocalist house
- Stefano Mastropaolo, direttore tecnico
- Tsunami, drag queen
- Vanessa Klein, vocalist
- Vergana, performer/vocalist

### DJ
DJ storici della serata sono stati Lorenzo Rossi e Paola Dee, Andrea torre e Luca Cucchetti. 
A seguire, tra i resident Dj Pop più famosi di Muccassassina spiccano Fabio Lanzone, Gianluca Pacini, Enrico Meloni, Joao, MaxC, Atrim, Easysqueezy, Dat Vila, BradShaw ed il Dj collaboratore di Patti Smith Ivan dal Monte. I resident Dj House sono invece Fabio White, Nino Scarico, David Leroy, Luigi Rossi, Jessie Pink.
Tra gli altri dj che hanno suonato a Muccassassina si ricordano Emix, D.Lewis, Angelo Posito, Atrim, Easysqueezy, Paskal, Daniele Quinzi Jones, Luciano Pazzaglia, Farag Fawcett, Paul Heron, Oliver M, Flavia Lazzarini, Tamashi, Lady Coco, Dani Toro, Peter Rauhofer, Ben Manson, Andrea Tie, Danny Verde.

### Ospiti
Numerosi VIP sono intervenuti durante le serate Muccassassina, sia come ospiti d'eccezione sia come clienti. Tra i volti noti figurano Michael Pitt, Platinette, Pamela Prati, Laura Betti, Franca Valeri, Franca Rame, Alexander McQueen, Francesco Totti, Mara Venier, Cicciolina, Monica Guerritore, Loretta Goggi, Rupert Everett, le Spice Girls, Grace Jones, David La Chapelle, Paola & Chiara, Ambra, Serena Dandini, Sergio Rubini, Jimmy Sommerville, Giuliana De Sio, Mita Medici, Lucia Ocone, Amanda Lear, Sabrina Salerno, Rosa Fumetto, Paola Cortellesi, Rettore, Marina Occhiena, Carla Boni, Cristina D'Avena, Valerio Scanu, Davide Papasidero, Mirko Oliva, Marina Ripa di Meana e Matteo Garrone.
- A settembre 2011, durante l'inaugurazione della ventiduesima stagione di Muccassassina, è stato mostrato un videomessaggio di Rosario Fiorello. Lo stesso è stato trasmesso nuovamente a gennaio 2012 in occasione del compleanno della serata.

## Sigla

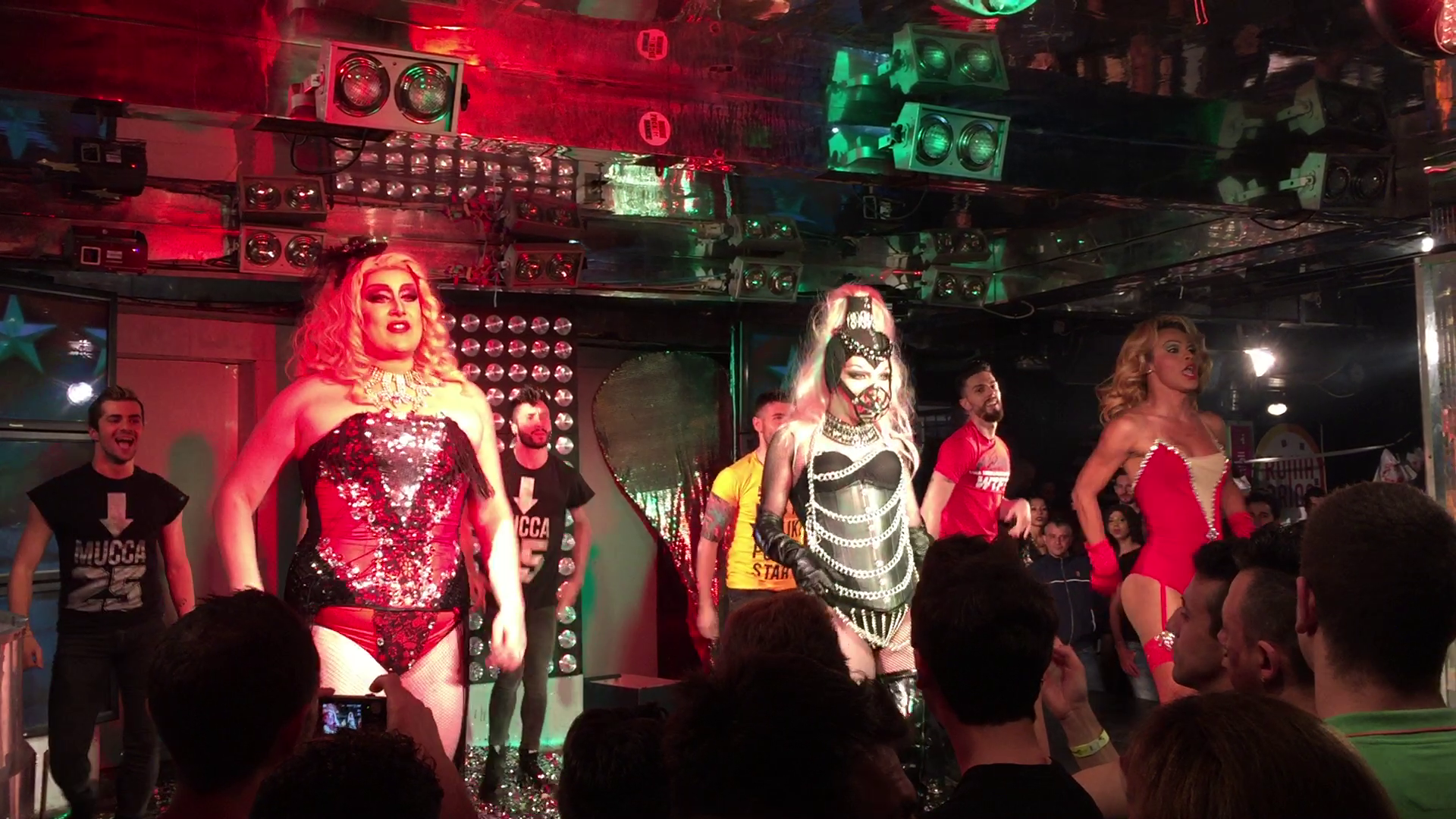
Un momento della sigla del 2015, esibita live

Una particolarità della serata è quella di accogliere il pubblico con una sigla che cambia di anno in anno ed è quasi sempre una cover di una canzone pop, spesso proveniente dagli Eurovision Song Contest. La sigla viene cantata e ballata da tutto il cast artistico di Muccassassina, intorno all'una di notte, solitamente sul palco del pianoterra. Dalla stagione 2011-2012, al compleanno di Muccassassina, il cast balla i ritornelli delle sigle più famose della serata, prima di eseguire interamente quella della stagione in corso.

### Stagione 2005-2006
Muccastar (cover di Alcastar degli Alcazar)
(Ritornello Alcastar)

### Stagione 2006-2007
Je t'adore (cover di Je t'adore di Kate Ryan)
(Ritornello Je t'adore)

### Stagione 2007-2008
Invincible (cover di Invincible di Carola Häggkvist)

La sigla di questa stagione è la prima ad avere un video ufficiale con il testo della canzone, per poterla cantare in stile karaoke. Il montaggio della clip è curato dal dj Fabio Lanzone.

(Introduzione parlata)
(Ritornello Invincible)

### Stagione 2008-2009
Amerai (cover di Hero di Charlotte Pirelli)

Anche per questa sigla viene realizzato un video con le parole della canzone. Nella clip appare anche un collage realizzato con le foto scattate durante le serate.
(Ritornello Hero)

### Stagione 2009-2010
Noi (cover Love's Got A Hold On My Heart degli Steps)
(Ritornello Love's Got A Hold On My Heart)

### Stagione 2010-2011
Il più bello del mondo (cover di Soundwaves di Angie Be)

Durante questa stagione per la prima volta vengono realizzate due sigle. La prima Il più bello del mondo viene eseguita all'una di notte, la seconda Musica divina intorno alle due e mezza. Il video de Il più bello del mondo mostra il testo della canzone ed alcune scene tratte da serie televisive note al pubblico gay. Verso il finale viene mostrato un fotomontaggio ritraente Diego Longobardi, allora direttore artistico, all'interno di una Fiat 500 fucsia. Il montaggio è curato dal dj Enrico Meloni.
(Introduzione parlata)
(Ritornello Soundwaves)
Musica divina (cover di Scranda la mela di Raffaella Carrà)

È la prima sigla di Muccassassina a vantare un video originale, ispirato alla clip Get Outta My Way (Boys) di Jeremy Lucido. Il pezzo Musica Divina è cantato da Miss Tia. Le riprese del video sono di Massimo Latini mentre il montaggio è curato da Gianluca Pacini e Francesco Mancuno (in arte PAC&MAN). Il testo è scritto da Diego Longobardi. Nel video, a differenza delle sigle precedenti, non compaiono le parole della canzone.
(Ritornello Scranda la mela)

### Stagione 2011-2012
Mucca Body (cover di Rock me di Melanie C)

Il video della sigla mostra il testo della canzone ed immagini tratte dai video di tormentoni pop del momento.
(Ritornello Rock me)

### Stagione 2012-2013
6 giorni senza Mucca (cover di 30 Days delle The Saturdays)
Il video della sigla è il primo ad includere il cast al completo. Realizzato dalla Party Media S.r.l, è stato girato a settembre 2012, a Roma. Nel video, dopo un conto alla rovescia, un ragazzo (Mirko Oliva) si alza dal letto, destato da una sveglia pezzata. Dopo essersi lavato e vestito, si reca al lavoro, visibilmente stanco ed annoiato. In ufficio viene rapito da una drag (Fuxia Loka) che, trascinandolo per la cravatta, lo conduce prima in un disco bus e successivamente a Muccassassina, dove il giovane inizia a baciarsi con un altro ragazzo. Nel frattempo si assiste alla coreografia della sigla, ballata da tutto il cast, in un piazzale all'aperto ed all'interno della discoteca. La canzone 6 giorni senza Mucca è cantata da Augusto Castelli in arte Esulto Sgualcita. Il montaggio è di Enrico Meloni mentre le riprese e la fotografia sono di Emanuele Princi. Online è disponibile un backstage di tre minuti del video, contenente dietro le quinte e scene inedite.
(Ritornello 30 Days)

### Stagione 2013-2014
Mucca delle mie brame
Scritta da Augusto Castelli (in arte Esulto Sgualcita), Stefano Pedullà e Angelo Pellegrino, la sigla della ventiquattresima stagione di Muccassassina è cantata da Lu Doll. Per la prima volta si tratta di un brano completamente inedito, e non di una cover di un altro pezzo come negli anni precedenti. Il pezzo è scaricabile da iTunes, Google Play e Amazon. Il video, realizzato dalla Party Video, è stato girato a settembre 2013, a Roma. La regia ed il montaggio sono di Enrico Meloni mentre le riprese e la fotografia sono di Emanuele Princi.
(Ritornello Mucca delle mie brame)

### Estate 2014
Mucca, Pieces of a dream
Scritta da Augusto Castelli (in arte Esulto Sgualcita) e cantata da Mirko Oliva, Lu Doll ed Esulto Sgualcita, è la prima sigla ad essere composta appositamente per la stagione estiva. Il video è stato girato a giugno 2014 e include il cast al completo. La regia ed il montaggio sono di Enrico Meloni mentre le riprese e la fotografia sono di Emanuele Princi.
(Ritornello Mucca, Pieces of a dream)

### Stagione 2014-2015
Dicono di me (cover di Shake it off di Taylor Swift)
Il video della sigla include il cast artistico al completo, durante un festino. La cover è cantata da Davide Papasidero. Il testo è di Massimiliano Palmese mentre Enrico Meloni ha curato la regia e il montaggio del videoclip.
(Ritornello Shake it off)

### Stagione 2015-2016
Per fortuna è già venerdì (cover di Marjaani Marjaani di Billu Barber)
Il video della sigla, in pieno stile bollywood, include il cast artistico al completo. La cover è cantata da Stella Anton e Andrea Di Giacinto.
(Ritornello Marjaani Marjaani)

### Stagione 2016-2017
Mucca style
Scritta da Roberto Biondi. L'arrangiamento e la realizzazione musicale sono di Nico Vertenti e Francesco Musico. La sigla è cantata da Angela Mal.

### Stagione 2017-2018
Un po' più in là (cover di Popular di Eric Saade)
"Un po' più in là" è scritta da Mapalm. L'arrangiamento e la realizzazione musicale sono di Nico Vertenti e Francesco Musico. La sigla è cantata da Liuk.
(Ritornello Popular)

### Stagione 2018-2019
Scandalous (cover di Andalouse di Kendji Girac)
La regia del video è di Diego Longobardi. Il testo italiano è scritto da Mapalm. L'arrangiamento è realizzato da Nicco Verrienti. La sigla è cantata da Selenia Stoppa.
(Ritornello Andalouse)

### Stagione 2019-2020
Run Bitch! (cover di Dentro di Me di Alan Sorrenti, Marco Baroni, and Alessandro Neri.)
La regia del video, girato interamente all'interno del Qube, è di Matteo De Angelis. Il testo rivisitato è scritto da Roberto Biondi. La base è arrangiata da Nicco Verrienti e Francesco Musacco. La sigla è cantata da Alessio Torri. Per la prima volta nella storia della serata, la sigla è stata pubblicata su YouTube e Facebook due giorni prima dell'apertura del locale.
(Ritornello di Dentro di me di Alan Sorrenti)

### Stagione 2021-2022
3MATE 3MATE (Juno Drive Remix)
Scritta da Luca Chilli. L'arrangiamento e la realizzazione musicale sono di Nico Vertenti e Francesco Musico. La sigla è cantata da Angela Mal.

### Stagione 2022-2023
Noi troppo favolose
La regia del video è di Marco Ciccotti. Le coreografie sono di Federico Patrizi. La sigla è cantata da Aura Eternal.

### Stagione 2023-2024
Che pazzo mondo feat. BigMama
La regia del video è di Fabrizio Cestari. Le coreografie sono di Federico Patrizi. La sigla è cantata da Big Mama.

### Stagione 2024-2025
Miracolo
La regia del video è di Francesca Staasch. Le coreografie sono di Federico Patrizi. La sigla è cantata da Bandito.

## Cinema e tv
Data la popolarità della serata, non sono mancati, nel corso degli anni, citazioni e riferimenti più o meno espliciti ad essa, nel cinema ed in televisione.
- Nel 2001 nel film Le fate ignoranti di Ferzan Özpetek la protagonista, Margherita Buy, partecipa ad una serata gay a Roma, in un attico dal quale si scorge il gasometro del quartiere Ostiense. Non viene fatto il nome del party, ma compare un ragazzo vestito da mucca.
- Nel 2005 esce nelle sale cinematografiche italiane il film a tematica Lgbt Mater Natura che vede protagonista Vladimir Luxuria e tra gli altri interpreti una esordiente Berta Bertè, Drag Queen vincitrice del Concorso Nazionale Miss Drag Queen Italia dello stesso anno.
- Nel 2008 nel film Un giorno perfetto di Ferzan Özpetek l'attrice Stefania Sandrelli legge le carte ad una giovane donna romana che non capisce dove vada a ballare il marito, ogni venerdì, con un suo amico camionista.
- Nel 2009 nell'ultimo episodio della seconda stagione de I liceali, Valerio Campitelli (Alessandro Sperduti) porta i suoi amici a ballare al Muccassassina.
- Nel 2010 un servizio del programma Sugo di Rai4 è dedicato all'arte delle drag queen. Tra gli insegnanti del Drag Queen College di Roma intervistati figurano due volti di Muccassassina, La Karl du Pignè e CaraMella. Il finale del servizio è girato al Qube.
- Nel 2011 parte di Good As You - Tutti i colori dell'amore, la prima gay comedy italiana, è girata all'interno del Qube, durante una serata Muccassassina. Uno dei protagonisti del film è Diego Longobardi, per anni direttore artistico del party. Nella commedia, presentata il 30 marzo 2012 a Muccassassina[12], compaiono anche Angelo Pellegrino, Berta Bertè e le drag queen Alba Pailettes e La Karl du Pignè.
- Nel 2012 nel film Come non detto di Ivan Silvestrini il protagonista, Josafat Vagni, ricorda la sua prima serata a Muccassassina. Nel film compaiono inoltre le drag Tsunami, Ursula Katzulova, Paola Penelope e Olga Pochette nel ruolo di sé stesse. Alba Pailettes è invece interpretata dall'attore Francesco Montanari.
- Nel 2014 esce il film Più buio di mezzanotte che racconta la storia di Fuxia, una delle celebri drag queen di Muccassassina.